# James Young (guitariste)
Pour les articles homonymes, voir James Young et Young.
James Vincent Young, né le 14 novembre 1949 à Chicago, est un guitariste, chanteur et compositeur américain, principalement connu comme l'un des guitaristes du groupe de rock américain Styx. Il est  surnommé par les membres de Styx et les fans de longue date « J.Y. » et est souvent appelé « Le Parrain de Styx ».

## Biographie
James Young commence à jouer des claviers et du piano à l'âge de cinq ans. Il fréquente Calumet High à Chicago et apprend à jouer de la clarinette et de la guitare pendant ces années.
En 1970, il rejoint le groupe TW4,,, alors qu'il est étudiant à l'Institut de technologie de l'Illinois, d'où il sort avec une licence en ingénierie mécanique et aérospatiale. Ce groupe deviendra plus tard la première incarnation de Styx.
Après la séparation de Styx en 1984, James Young collabore avec Jan Hammer sur l'album City Slicker  puis sort les albums solo Out on a Day Pass en 1993, avec le bassiste Colin Hodgkinson, Jerry Goodman ex-violoniste de Mahavishnu Orchestra et John Panozzo, batteur de Styx, et Raised by Wolves en 1995.
Il est le seul membre original restant dans la formation de Styx, Chuck Panozzo, le bassiste, fait de fréquentes apparitions en concert, plus une apparition sur disques, et est apparu sur tous les albums du groupe. Le style d'écriture de James Young est très centré sur le hard rock, puisqu'il est connu pour avoir écrit certaines des chansons les plus « dures » de Styx. Il est principalement connu pour avoir chanté sur les chansons à succès Miss America  et Snowblind. En 1998, Young dirige le groupe de rock 7th Heaven, basé à Chicago, avec Alec John Such, du groupe Bon Jovi.
Reconnu comme guitariste de Styx, il joue aussi des claviers avec le groupe, par exemple sur Come Sail Away (de l'album The Grand Illusion) où il joue le synthétiseur. Et sur les albums live Caught in the Act et Return to Paradise sur lequel il assiste Dennis DeYoung aux claviers. Et il joue surtout la guitare électrique solo et rythmique, la guitare acoustique étant réservée à Tommy Shaw.

## Styx

### Albums studio
- Styx (1972)
- Styx II (1973)
- The Serpent Is Rising (1973)
- Man of Miracles (1974)
- Equinox (1975)
- Crystal Ball (1976)
- The Grand Illusion (1977)
- Pieces of Eight (1978)
- Cornerstone (1979)
- Paradise Theater (1981)
- Kilroy Was Here (1983)
- Edge of the Century (1990)
- Brave New World (1999)
- Cyclorama (2003)
- Big Bang Theory (2005) - (Album de reprises de titres classiques du rock)
- Regeneration Volume 1 (2010)
- Regeneration Volume 2 (2011)
- The Mission (2017)
- Crash Of The Crown (2021)

### Albums live
- Caught in the Act (en) (1984)
- Return to Paradise (1997)
- Arch Allies: Live at Riverport (2000) - (Avec REO Speedwagon)
- Styx World: Live 2001 (2001)
- At the River's Edge: Live in St. Louis (2002)
- 21st Century Live (Live, 2003)
- One with Everything: Styx and the Contemporary Youth Orchestra (2006)
- The Grand Illusion, Pieces of Eight Live (2012)
- Live at the Orleans Arena Las Vegas (2015)

### Compilations
- 1977 : Best of Styx
- 1977 : Styx Radio Special - (Album Double - Promotion pour la radio exclusivement)
- 1978 : Styx Radio Special - (Album Triple - Promotion Idem)
- 1980 : A Collection of Styx - (Album Triple réunissant Crystal Ball, The Grand Illusion et Pieces of Eight)
- 1980 : Rock Galaxy - Styx - (Album Double distribué en Allemagne seulement)
- 1980 : Lady
- 1980 : Radio Sampler and Interview Album - (Album Double - Promotion pour la radio exclusivement)
- 1986 : A&M Gold Series
- 1987 : Styx Classics Volume 15
- 1991 : Styx Radio-Made Hits 1975-1991 - Special Radio Sampler
- 1992 : Greatest Hits
- 1995 : Styx Greatest Hits
- 1996 : Styx Greatest Hits Part 2
- 1997 : The Best of Times: The Best of Styx
- 1999 : The Serpent Is Rising / Man of Miracles
- 1999 : Best of Styx 1973-1974
- 2000 : Extended Versions - The Encore Collection
- 2000 : Singles Collection
- 2001 : Styx Yesterday and Today
- 2002 : The Best of Styx - The Millennium Collection
- 2002 : 20th Century Masters
- 2003 : Rockers
- 2004 : Come Sail Away - The Styx Anthology
- 2005 : The Complete Wooden Nickel Recordings - (Compilation réunissant les 4 premiers albums de Styx)
- 2006 : Gold - (Album Double)
- 2010 : Icon
- 2010 : Icon 2
- 2011 : Regeneration Volumes 1 & 2 - (Compilation réunissant les deux volumes)
- 2011 : Babe The Collection
- 2013 : 5 Classic Albums - (Boîtier réunissant The Grand Illusion, Pieces of Eight, Paradise Theatre, Kilroy Was Here et The Best of Styx - 20th Century Masters The Millennium Collection)
- 2015 : The A&M Years 1975-1984 - (Coffret en édition limitée 9 vinyles paru chez A&M)
- 2015 : Five Classic Albums - (Boîtier distribué en Europe et en Angleterre réunissant The Grand Illusion, Pieces of Eight, Paradise Theatre, Kilroy Was Here et Cornerstone)

## Solo
- City Slicker ((1985) avec Jan Hammer), Colin Hodgkinson, etc.)
- Out on a Day Pass ((1993) avec Colin Hodgkinson, Jerry Goodman et John Panozzo. )
- Raised by Wolves ((1995) avec le James Young Group)